# عبد الله المصلح
عبد الله بن عبد العزيز المصلح هو عالم دين مسلم، سعودي ولد ونشأ في الرياض في المملكة العربية السعودية عام 1367 هـ، التحق بمعهد إمام الدعوة بالرياض ومنه نال الشهادة الثانوية، ثم التحق بكلية الشريعة بالرياض وتخرج فيها عام 1391 هـ، وفي نفس العام عين معيدا بكلية الشريعة، ثم أكمل الدراسات العليا بجامعة الإمام محمد بن سعود الإسلامية ونال منها شهادة الماجستير والدكتوراه، ثم عمل عميد لكلية الشريعة واللغة العربية في أبها عام 1396 هـ، ثم لما قسمت الكلية إلى كليتين إحداهما كلية الشريعة وأصول الدين والثانية كلية اللغة العربية والعلوم الاجتماعية عين عميدا لكلية الشريعة وأصول الدين ومشرفا على كلية اللغة العربية والعلوم الاجتماعية وبذلك كان مديرا لفرع جامعة الإمام محمد بن سعود الإسلامية، وقد قام المصلح بافتتاح كلية الشريعة والدراسات الإسلامية بالأحساء، وعمل مدير لفرع جامعة الإمام محمد بن سعود الإسلامية بأبها، استمر المصلح في عمادة كلية الشريعة وأصول الدين ومديرا لفرع جامعة الإمام في أبها في الفترة من 1396 هـ وحتى 1415 هـ وكان خلال هذه الفترة مقدما ومعدا لبرنامجه التلفزيوني الذي استمر لمدة تسعة عشر عاما (قضايا وردود) وتخرج على يده الكثير من طلبة العلم من أشهرهم الشيخ عائض القرني والشيخ سعيد بن مسفر والشيخ علي عبد الخالق القرني.

## نشاطاته الدعوية
- عضو اللجنة الشرعية بالبنك الأهلي التجاري بالمملكة العربية السعودية.
- المشرف الإقليمي لمكاتب هيئة الإغاثة الإسلامية العالمية في المنطقة الجنوبية عسير .
- عضو المجلس التأسيسي والتنفيذي لهيئة الإغاثة الإسلامية العالمية.
- نائب رئيس مجلس أمناء جامعة شيتاغونغ الإسلامية في بنغلاديش.
- رئيس المجلس التأسيسي للجامعة الأمريكية المفتوحة بنيويورك.
- مستشار لكلية الدراسات الإسلامية بدبي.
- أمين عام الهيئة العالمية للإعجاز العلمي في القرآن والسنة.
- عضو اللجنة الاستشارية العليا لـقناة الرسالة.

## أعمالهُ الأخرى
- عمل عضواً في جمعية تحفيظ القرآن الكريم بمنطقة عسير
- في عام 1412هـ عُين أميناً عاماً لهيئة الإعجاز العلمي في القرآن الكريم والسنة النبوية برابطة العالم الإسلامي في مكة المكرمة.[2]

## مؤلفاته
للشيخ عبد الله المصلح عدة مؤلفات هي:
- الملكية الخاصة في الشريعة الإسلامية ومقارنتها بالاتجاهات المعاصرة.
- قيود الملكية الخاصة في الشريعة الإسلامية.
- القواعد العامة في فقه الجنايات.
- الشبهات التي تدرأ العقوبات في الفقه الإسلامي.
- منهج الإسلام في صيانة المجتمعات.
- حقوق غير المسلمين في المجتمع الإسلامي.
- الإمام الطبري منهجه في التفسير.
- مزايا المصارف الإسلامية.
- دليل مناسك الحج والعمرة.
- ما لا يسع المسلم جهله.
- المرابحة من التراث الفقهي إلى التطبيقات المعاصرة في المصارف الإسلامية.
- الوجيز في أحكام الإجازة والشركة.
- الإعجاز العلمي في القرآن والسنة تاريخه وضوابطه.
- تجديد الدراسات الفقهية ودور المملكة العربية السعودية في هذا المجال.
- المنح الالهية في إقامة الحجة على البشرية.
- هذا محمد رسول الله صلى الله عليه وسلم وهذه براهين رسالته.
- قواعد تناول الإعجاز العلمي والطبي في السنة وضوابطه.
- البرهان في تفسير القرآن إعجاز وبيان

## انظر ايضاً
- خالد المصلح
- جامعة الإمام محمد بن سعود الإسلامية
- رابطة العالم الإسلامي